# أبو لهو الجنوبي
قرية أبو لهو الجنوبي هي إحدى القرى التابعة لمركز مرسى مطروح في محافظة مطروح في جمهورية مصر العربية. حسب إحصاءات سنة 2018، بلغ إجمالي السكان في أبو لهو الجنوبي 641 نسمة، منهم 365 رجل و 276 امرأة.